# Canton de Mersch
Le canton de Mersch est un canton luxembourgeois situé dans le centre du Luxembourg. Son chef-lieu est Mersch.

## Histoire
Le 15 ventôse an X (6 mars 1802), le département des Forêts fut divisé en vingt-huit cantons, portant le nom de leur chef-lieu. Le canton de Mersch comprend alors les communes de Berg, Bissen, Boevange, Cruchten, Fischbach, Greisch, Heffingen, Hunsdorf, Larochette, Lintgen, Lorentzweiler, Mersch, Nommern, Pettingen et Tuntange.
Du 30 mai 1857 au 4 mai 1867, le canton de Mersch forme, avec le canton de Redange, le district de Mersch,.
Jusqu'à la suppression des districts en 2015, le canton faisait partie du district de Luxembourg.
Au 1er janvier 2018, les communes de Boevange-sur-Attert et Tuntange sont dissoutes lors de la création de la commune de Helperknapp.

## Communes
Le canton est constitué de 10 communes :
| Commune            | Superficie | Population | Densité (en hab./km²) |
| ------------------ | ---------- | ---------- | --------------------- |
| Bissen             | +0020,75   | +003 535,  | 170,4                 |
| Colmar-Berg        | +0012,31   | +002 480,  | 201,5                 |
| Fischbach          | +0019,61   | +001 306,  | 66,6                  |
| Heffingen          | +0013,34   | +001 560,  | 116,9                 |
| Helperknapp        | +0037,61   | +005 289,  | 140,6                 |
| Larochette         | +0015,4    | +002 229,  | 144,7                 |
| Lintgen            | +0015,25   | +003 483,  | 228,4                 |
| Lorentzweiler      | +0017,45   | +004 691,  | 268,8                 |
| Mersch (chef-lieu) | +0049,74   | +010 645,  | 214                   |
| Nommern            | +0022,44   | +001 509,  | 67,2                  |

## Politique et administration

### Liste des députés
De 1841 à 1919, le canton formait une circonscription électorale dans le cadre des élections législatives.

#### Chambre des députés(depuis 1919)
Depuis 1919, le canton n'est plus utilisé comme circonscription électorale et fait dès lors partie de la circonscription Centre.

## Population et société

### Démographie
L'évolution du nombre d'habitants est connue à travers les recensements de la population effectués dans le pays depuis 1821. Les recensements décennaux de la population permettent de caler les chiffres sur la composition de la population par sexe, âge, nationalité et commune de résidence. Entre deux recensements, la population au 1er janvier de l’année {\displaystyle x} est évaluée en ajoutant à la population au 1er janvier de l’année {\displaystyle x-1} les soldes naturel (naissances {\displaystyle -} décès) et migratoire (arrivées {\displaystyle -} départs) de l'année. La même méthode est appliquée pour la répartition par âge au 1er janvier et les effectifs totaux par nationalité. Depuis le 24 février 1843, le Luxembourg dénombre 12 cantons.
Au 1er janvier 2024, le canton comptait 36 262 habitants.
| 1851   | 1871   | 1880   | 1890   | 1900   | 1910   | 1922   | 1930   | 1935   |
| ------ | ------ | ------ | ------ | ------ | ------ | ------ | ------ | ------ |
| 15 028 | 14 999 | 14 319 | 12 949 | 12 612 | 12 274 | 12 316 | 12 711 | 12 714 |

| 1947   | 1960   | 1970   | 1978   | 1979   | 1981   | 1983   | 1984   | 1985   |
| ------ | ------ | ------ | ------ | ------ | ------ | ------ | ------ | ------ |
| 12 447 | 12 109 | 13 814 | 16 014 | 16 290 | 16 542 | 16 950 | 17 120 | 17 360 |

| 1986   | 1987   | 1988   | 1989   | 1990   | 1991   | 1992   | 1993   | 1994   |
| ------ | ------ | ------ | ------ | ------ | ------ | ------ | ------ | ------ |
| 17 640 | 17 900 | 18 202 | 18 619 | 18 970 | 19 141 | 19 711 | 20 086 | 20 698 |

| 1995   | 1996   | 1997   | 1998   | 1999   | 2000   | 2001   | 2002   | 2003   |
| ------ | ------ | ------ | ------ | ------ | ------ | ------ | ------ | ------ |
| 21 119 | 21 475 | 21 825 | 22 017 | 22 285 | 22 660 | 23 311 | 23 570 | 23 789 |

| 2004   | 2005   | 2006   | 2007   | 2008   | 2009   | 2010   | 2011   | 2012   |
| ------ | ------ | ------ | ------ | ------ | ------ | ------ | ------ | ------ |
| 24 045 | 24 268 | 24 572 | 25 074 | 25 348 | 25 707 | 26 213 | 27 276 | 27 895 |

| 2013   | 2014   | 2015   | 2016   | 2017   | 2018   | 2019   | 2020   | 2021   |
| ------ | ------ | ------ | ------ | ------ | ------ | ------ | ------ | ------ |
| 28 542 | 29 275 | 29 867 | 30 382 | 31 351 | 32 112 | 32 725 | 33 326 | 34 063 |

| 2022   | 2023   | 2024   | - | - | - | - | - | - |
| ------ | ------ | ------ | - | - | - | - | - | - |
| 34 721 | 35 579 | 36 262 | - | - | - | - | - | - |

Le graphique qui aurait dû être présenté ici ne peut pas être affiché car il utilise l'ancienne extension Graph, désactivée pour des questions de sécurité. Des indications pour créer un nouveau graphique avec la nouvelle extension Chart sont disponibles ici.